# Ubuntu-Title
Ubuntu-Title — шрифт формата OpenType семейства шрифтов Ubuntu, созданный Энди Фитцсаймоном для использования с операционной системой Ubuntu и её производных. Распространяется под лицензией GNU LGPL. До выпуска версии Ubuntu 10.04 шрифт использовался для брендинга операционной системы Ubuntu и связанных проектов. Теперь для этой цели используется гарнитура Ubuntu.